# ウィローエンターテイメント
株式会社ウィローエンターテイメント（Willoo Entertainment K.K.）は、日本の企業。オンラインゲームを中心とするコンピュータゲームの開発・運営を行っていた。

## 沿革
2012年にインデックスグループ傘下でオンラインゲームの運営を行っていたロッソインデックスから、オンラインゲーム等の配信およびモバイル事業を分割吸収して発足した。設立時の本社所在地等はロッソインデックスと同じ場所であったが、法人としてはウェブ制作業のシィ・ファクトリィ（後のウィローシステムズ）が設立母体であり、旧ロッソインデックスとは別個の法人となっている。
2013年には元内閣総理大臣の鳩山由紀夫を顧問に起用し、秘書役の川村ゆきえと共演するテレビCMを製作・放映した。
2020年1月、主力タイトル『Master of Epic』の運営権を株式会社MOEに譲渡。2020年4月には、他の運営タイトルがサービス終了の告知無しにアクセス不能となったことが報じられている。

## 作品
いずれも過去の運営。

### MMORPG
- Master of Epic -The ResonanceAge Universe-

ハドソン→ゴンゾロッソ/ロッソインデックスから運営権移譲。2020年1月以降は株式会社MOEに運営権を譲渡。
- パンドラサーガ

2020年4月に告知無しにアクセス不可状態となり事実上終了。
- ドルアーガの塔 〜the Phantom of GILGAMESH〜（2008年 - 2016年） - ロッソインデックスより承継
- X.A.O.C 〜ザオック〜（2015年 - 2017年）[5]
- アーケインハーツ（2016年 - 2017年）

### iOS/Android用アプリ
- ガーディアン・プロジェクト（開発：江蘇甲子網絡科技有限公司）

2020年4月に告知無しにアクセス不可状態となり事実上終了。公式サイトは前年11月頃に閉鎖されていた。